# Асатрян, Нуне Григоровна
Нуне Григоровна Асатрян (род. 15 июня 2001 года) — российский боксёр. Чемпионка мира 2025 года. Трёхкратная чемпионка России (2020, 2023, 2024 годов). Серебряный призёр чемпионата Европы 2024 года. Мастер спорта международного класса.

## Карьера
Нуне родилась 15 июня 2001 года в селе Сарнахбюр Ширакской области Республики Армения. В бокс пришла в возрасте 9 лет. Ее первым тренером был Рафик Гукасян. В настоящее время занимается в школе единоборств «Империал» в городе Краснодаре.
В 2016 году девушка победила на первенстве Европы и становилась финалистом этого турнира еще 3 года подряд. На первенстве мира в 2018 году Нуне взяла серебро и выполнила звание мастера спорта международного класса.
В 2020 году на чемпионат России в Ульяновске завоевала золотую медаль в весовой категории до 60 кг.
В 2021 и 2022 годах становилась призёром чемпионатов России.
В 2023 году в Уфе на чемпионате России по боксу во второй раз стала чемпионкой страны в категории до 60 кг. В финале победила спортсменку из Краснодарского края Надежду Голубеву.
В 2024 году в составе сборной России приняла участие в чемпионате Европы, который состоялся в Белграде. В весовой категории до 60 кг завоевала серебряную медаль, уступив в финале сербке Наталье Шадриной.
Решением тренерского штаба в марте 2025 года была включена в состав сборной России для участия в чемпионате мира, который состоится в Сербии с 8 по 17 марта. В финале весовой категории до 60 кг она победила спортсменку из Казахстана Викторию Графееву и стала чемпионкой мира. 
Приказом министра спорта РФ № 63-нг от 22 апреля 2019 года Нуне присвоено спортивное звание Мастер спорта России международного класса.

## Достижения
- Чемпионка России 2020 года;
- Чемпионка России 2023 года;
- Чемпионка России 2024 года;
- Серебряный призёр чемпионата России 2021 года;
- Бронзовый призёр чемпионата России 2022 года;
- Серебряный призёр чемпионата Европы 2024 года;
- Чемпионка мира 2025 года.